# Mycomya branderi
Mycomya branderi är en tvåvingeart som beskrevs 1984 av Leif Väisänen. Arten ingår i släktet Mycomya och familjen svampmyggor. Inga underarter finns listade i Catalogue of Life.
Arten är främst känd ifrån Finland, med enstaka rapporter ifrån sydvästra Ryssland. I Finland kategoriseras den som nära hotad.
Artens livsmiljö är strandskogar och översvämningsskogar vid Östersjön.